# Sainte-Croix (Szwajcaria)
Sainte-Croix – miejscowość i gmina (commune) w zachodniej Szwajcarii, w kantonie Vaud, w okręgu (district) Jura-Nord vaudois. Leży w górach Jura. Do 31 grudnia 2007 roku należała do okręgu Grandson.

## Demografia
W Sainte-Croix mieszka 4941 osób. W 2021 roku 20,1% populacji gminy stanowiły osoby urodzone poza Szwajcarią.

## Transport
Przez teren gminy przebiegają drogi główne nr 149 i nr 151.